# アレクサンダー・リーバーマン
アレクサンダー・リーバーマン（Alexander Lieberman, Alexander Liberman, Александр Либерман, 1912年 – 1999年）とは、ウクライナ生まれのロシア系アメリカ人のアートディレクター、写真家、彫刻家、美術家。アレキサンダー・リーバーマンと表記されることもある。

## 来歴
キエフ（現キーウ）に生まれ、フランスを経由して、アメリカに移る。リーバーマンは、多くの芸術作品は叫びだと思えるし、私は叫びに共感すると語っている
。
第二次世界大戦前から戦後（1940年代から1950年代）にかけて、『ヴュ』誌や『 ヴォーグ』誌のアートディレクターとして活躍。特に『ヴォーグ』、ファッション写真の興隆に大きく寄与した。
戦後はむしろ、巨大な抽象的・半抽象的な、屋外彫刻（野外彫刻）を制作して名をなした。日本においては、東京大手町のサンケイビル前や長野県の美ヶ原高原美術館で、その実作品を見ることができる。ウクライナは1990年代初頭には独立したが、リーバーマンは1999年に死去している。